# Sportjahr 1973
Liste der Sportjahre

◄◄ | ◄ | 1969 | 1970 | 1971 | 1972 | Sportjahr 1973 | 1974 | 1975 | 1976 | 1977 | ► | ►►

Weitere Ereignisse

## Badminton
Höhepunkte des Badmintonjahres 1973 waren der Thomas Cup 1973 sowie die All England, die Scottish Open, die German Open, die Dutch Open, die Denmark Open und die French Open.

### Internationale Veranstaltungen
| Veranstaltung | Herreneinzel   | Dameneinzel   | Herrendoppel                   | Damendoppel                      | Mixed                           |
| ------------- | -------------- | ------------- | ------------------------------ | -------------------------------- | ------------------------------- |
| All England   | Rudy Hartono   | Margaret Beck | Christian Hadinata Ade Chandra | Machiko Aizawa Etsuko Takenaka   | Derek Talbot Gillian Gilks      |
| Denmark Open  | Rudy Hartono   | Hiroe Yuki    | Tjun Tjun Johan Wahjudi        | Joke van Beusekom Marjan Luesken | Elo Hansen Ulla Strand          |
| French Open   | Tage Nielsen   | Lene Büchert  | Peter Bullivant William Kidd   | Lene Büchert Kirsten Kjærbye     | Søren Willandsen Vibeke Brisson |
| German Open   | Sture Johnsson | Eva Twedberg  | Tjun Tjun Johan Wahjudi        | Deirdre Tyghe Barbara Lord       | Gert Perneklo Eva Twedberg      |
| Swedish Open  | Svend Pri      | Eva Twedberg  | Poul Petersen Svend Pri        | Margaret Beck Gillian Gilks      | Derek Talbot Gillian Gilks      |

## Leichtathletik
- 10. April – Faina Melnik, Sowjetunion, erreichte im Diskuswurf der Damen 67,58 Meter.
- 5. Mai – Al Feuerbach, USA, stieß im Kugelstoßen der Herren 21,82 Meter.
- 5. Mai – Klaus Wolfermann, Deutschland, warf im Speerwurf der Herren 94,08 Meter.
- 22. Mai – Margareta Simu, Schweden, ging die 20.000 Meter Gehen der Damen in 1:47,1 Stunden.
- 5. Juni – Al Feuerbach, USA, erreichte im Kugelstoßen der Herren 21,82 Meter.
- 5. Juni – Klaus Wolfermann, Deutschland, erreichte im Speerwurf der Herren 94,08 Meter.
- 7. Juni – Renate Stecher, DDR, lief die 100 Meter der Damen in 10,9 Sekunden.
- 19. Juni – Ben Jipcho, Kenia, lief die 3000 Meter Hindernis der Herren in 8:19,8 Minuten.
- 27. Juni – Marcello Fiasconaro, Italien, lief die 800 Meter der Herren in 1:43,7 Minuten.
- 27. Juni – Ben Jipcho, Kenia, lief die 3000 Meter Hindernis der Herren in 8:14,0 Minuten.
- 27. Juni – Rick Wohlhuter, USA, lief die 800 Meter der Herren in 1:44,0 Minuten.
- 6. Juli – Rod Milburn, USA, lief die 110 Meter Hürden der Herren in 13,1 Sekunden.
- 7. Juli – Renate Stecher, DDR, lief die 100 m der Damen 10,9 Sekunden.
- 13. Juli – David Bedford, Großbritannien, lief die 10.000 Meter der Herren in 27:30,8 Minuten.
- 20. Juli – Renate Stecher, DDR, lief die 100 Meter der Damen in 10,8 Sekunden.
- 21. Juli – Renate Stecher, DDR, lief die 200 Meter der Damen in 22,1 Sekunden.
- 22. Juli – Annelie Ehrhardt, DDR, lief die 100 Meter Hürden der Damen in 12,3 Sekunden.
- 27. Juli – Marcello Fiasconaro, Italien, lief die 800 Meter der Herren in 1:43,7 Minuten.
- 15. August – Ben Jipcho, Kenia, lief die 3000 Meter Hindernis der Herren in 8:20,8 Minuten.
- 20. August – Renate Stecher, DDR, lief die 100 Meter der Damen in 10,8 Sekunden.
- 21. August – Renate Stecher, DDR, lief die 200 Meter der Damen in 22,1 Sekunden.
- 24. August – Swetla Slatewa, Bulgarien, lief die 800 Meter der Damen 1:57,5 Minuten.
- 7. September – Ruth Fuchs, DDR erreichte im Speerwurf der Damen 66,10 Meter.
- 23. September – Swetla Slatewa, Bulgarien, lief die 800 Meter der Damen in 1:57,5 Minuten.
- 21. Oktober: Gründung des Leichtathletik-Verbandes Nordrhein (LVN).
- 27. Oktober – Faina Melnik, Sowjetunion, erreichte im Diskuswurf der Damen 69,48 Meter.
- 2. Dezember – Miki Gorman, USA, lief den Marathon der Damen 2:46:36 Stunden.
- 11. Dezember – Dwight Stones, USA, erreichte im Hochsprung der Herren 2,30 Meter.

## Motorradsport

### Formel 750
- Den Titel in der als Preis der FIM erstmals ausgetragenen Formel 750 sichert sich der 23-jährige Brite Barry Sheene auf Suzuki vor den beiden Australiern John Dodds und Jack Findlay (beide Yamaha).

## Tischtennis
- Tischtennisweltmeisterschaft 1973 5. bis 15. April in Sarajevo (Jugoslawien)
- Länderspiele Deutschlands (Freundschaftsspiele)
  - März: Osnabrück: D.- Japan 1:5 (Herren)
  - März: Osnabrück: D.- Japan 0:3 (Damen)
  - 18. April: München: D. - China 1:5 (Herren)
  - 18. April: München: D. - China 0:3 (Damen)
  - Peking: D. - China 0:5 (Herren)
  - Peking: D. - China 0:3 (Damen)
- Europaliga
  - 25. Januar: Prag: D. - ČSSR 2:5 (Damen + Herren)
  - 15. Februar: Hattersheim: D. - Ungarn 1:6 (Damen + Herren)
  - 4. März: Leningrad: D. - UdSSR 3:4 (Damen + Herren)
  - 10. Oktober: Borlänge: D. - Schweden 0:7 (Damen + Herren)
  - 30. Oktober: Miskolc: D. - Ungarn 2:5 (Damen + Herren)
  - 21. November: Jülich: D. - England 3:4 (Damen + Herren)

## Geboren

### Januar
- 01. Januar: Mohamad Ahansal, marokkanischer Langstreckenläufer
- 01. Januar: Malik Arrendell, deutscher Basketballspieler
- 01. Januar: Aslan Kərimov, aserbaidschanischer Fußballspieler
- 02. Januar: Julia Lewina, russische Ruderin
- 05. Januar: Ian Marko Fog, dänischer Handballspieler
- 08. Januar: Henning Solberg, norwegischer Automobilrennfahrer
- 09. Januar: Olexander Wjuchin, ukrainisch-russischer Eishockeytorwart († 2011)
- 10. Januar: Tanya Streeter, US-amerikanische Apnoetaucherin
- 12. Januar: Ibrahim Ba, französischer Fußballspieler
- 13. Januar: Nikolai Chabibulin, russischer Eishockeyspieler
- 13. Januar: Martina Franko, kanadische Fußballspielerin
- 13. Januar: Joachim Nshimirimana, burundischer Leichtathlet
- 14. Januar: Artur Ajwasjan, ukrainischer Sportschütze

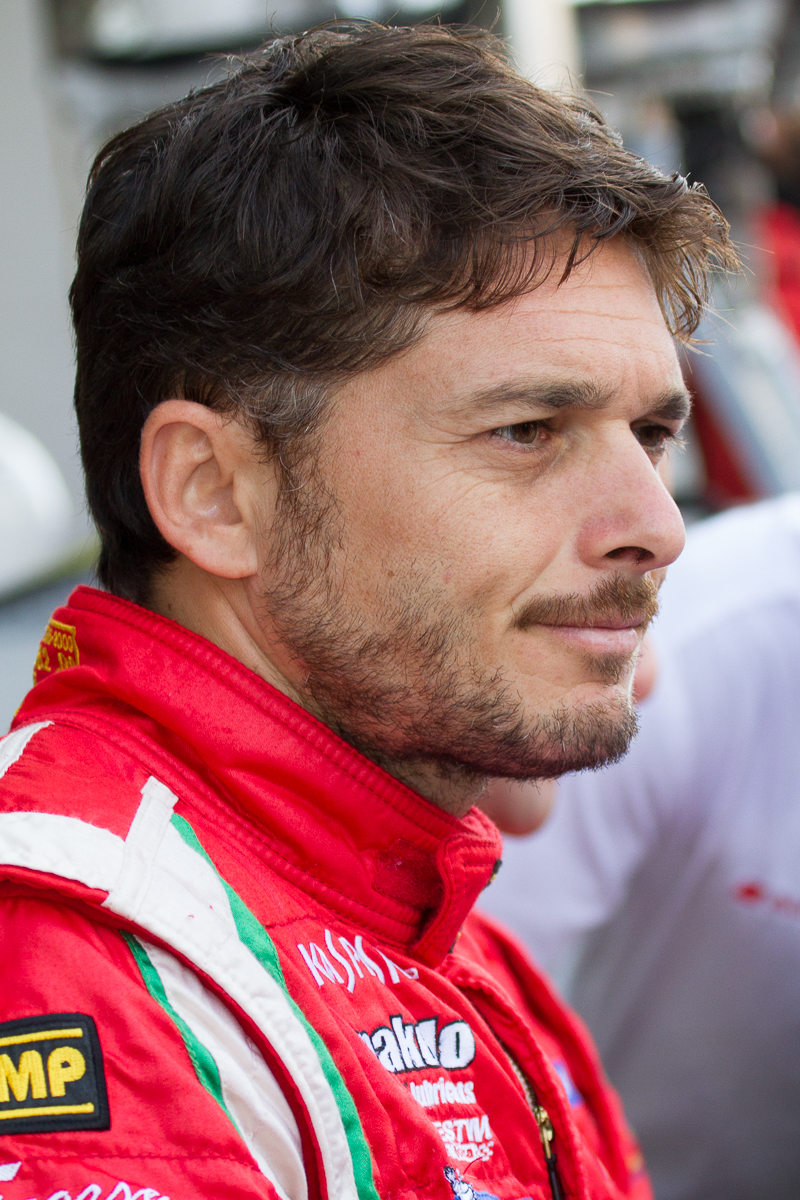
Giancarlo Fisichella

- 14. Januar: Giancarlo Fisichella, italienischer Automobilrennfahrer
- 14. Januar: Christian Gläsel, deutscher Unternehmer und Automobilrennfahrer
- 19. Januar: Ann Kristin Aarønes, norwegische Fußballspielerin
- 19. Januar: Wang Junxia, chinesische Leichtathletin und Olympiasiegerin
- 19. Januar: Silvio Meißner, deutscher Fußballspieler
- 19. Januar: Jewgeni Sadowy, russischer Schwimmer
- 21. Januar: Harald Geissler, deutscher Boxer
- 21. Januar: Edvinas Krungolcas, litauischer Pentathlet
- 24. Januar: Richard Aimonetto, französischer Eishockeyspieler
- 25. Januar: Irina Laschko, russische Wasserspringerin
- 27. Januar: José Luis Rubiera, spanischer Radsportler
- 28. Januar: Tatjana Malinina, usbekische Eiskunstläuferin russischer Herkunft
- 28. Januar: Tomislav Marić, kroatischer Fußballspieler
- 29. Januar: Fabien Foret, französischer Motorradrennfahrer
- 30. Januar: Mihaela Ciobanu, rumänisch-spanische Handballtorhüterin

### Februar
- 01. Februar: Jelena Makarowa, russische Tennisspielerin
- 01. Februar: René Schneider, deutscher Fußballspieler
- 01. Februar: Rune Torseth, norwegischer Skilangläufer
- 02. Februar: Anna Jakubczak, polnische Leichtathletin
- 03. Februar: Tarık Ongun, türkischer Fußballschiedsrichterassistent
- 04. Februar: Óscar de la Hoya, US-amerikanischer Boxer mexikanischer Herkunft
- 05. Februar: Igor Alexandrow, deutsch-russischer Eishockeyspieler
- 09. Februar: Swjatlana Bahinskaja, belarussische Kunstturnerin und dreifache Olympiasiegerin
- 12. Februar: Stefan Adam, deutscher Handballspieler und Geschäftsführer
- 12. Februar: Magnus Arvidsson, schwedischer Fußballspieler
- 12. Februar: Gianni Romme, niederländischer Eisschnellläufer
- 13. Februar: Ronald Maul, deutscher Fußballspieler
- 14. Februar: Deena Kastor, US-amerikanische Leichtathletin
- 14. Februar: Sergey Tiviakov, niederländischer Schachspieler russischer Herkunft
- 15. Februar: Anna Dogonadze, deutsche Trampolinturnerin georgischer Herkunft
- 15. Februar: Kateřina Neumannová, tschechische Skilangläuferin
- 16. Februar: Cathy Freeman, australische Leichtathletin

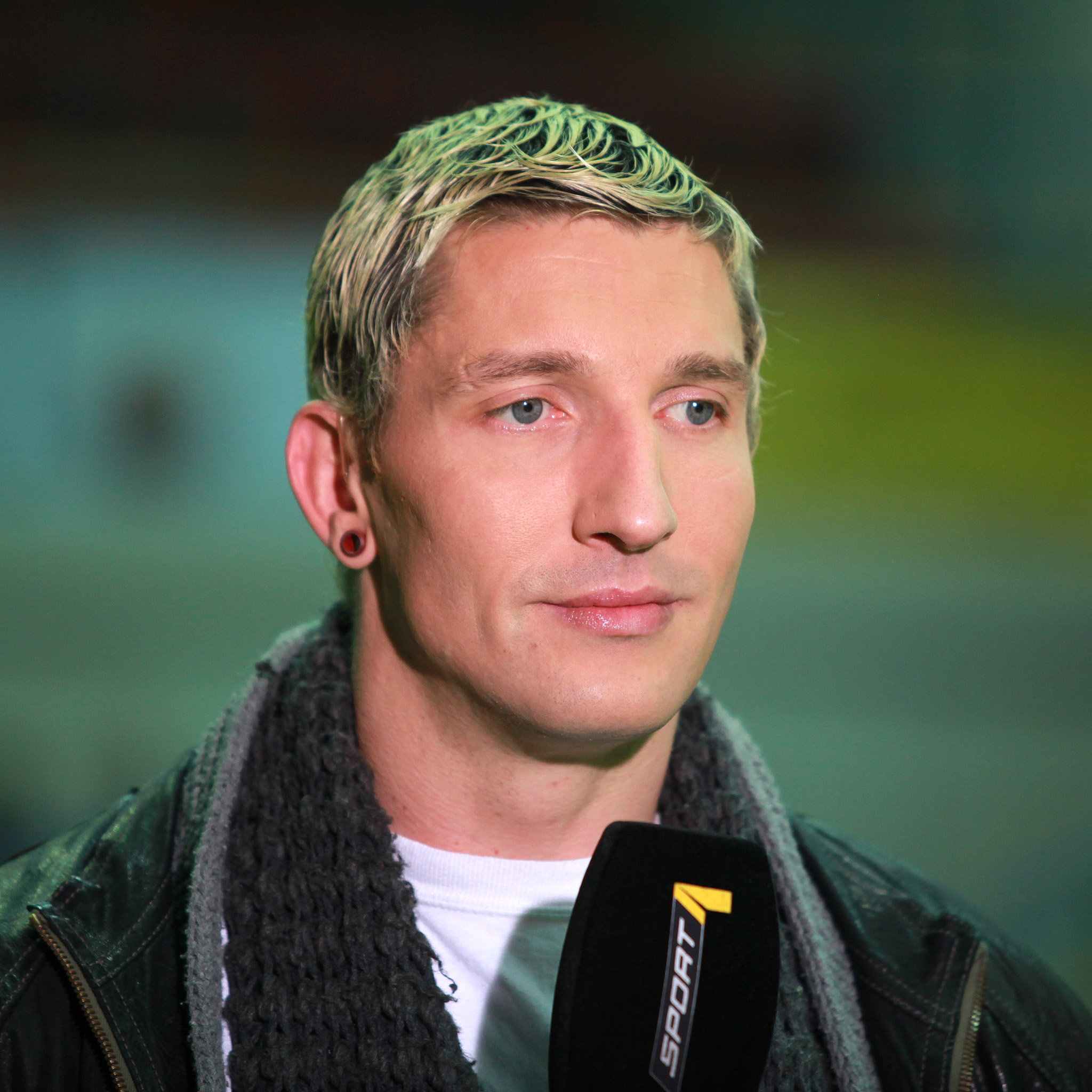
Stefan Kretzschmar

- 17. Februar: Stefan Kretzschmar, deutscher Handballspieler
- 18. Februar: Irina Lobatschowa, russische Eistänzerin
- 18. Februar: Claude Makélélé, französischer Fußballspieler
- 21. Februar: Paulo Rink, deutsch-brasilianischer Fußballspieler
- 22. Februar: Artschil Arweladse, georgischer Fußballspieler
- 22. Februar: Schota Arweladse, georgischer Fußballspieler und -trainer
- 22. Februar: Plamen Kralev, bulgarischer Automobilrennfahrer
- 22. Februar: Anthony Pons, französischer Automobilrennfahrer
- 24. Februar: Likit Andersson, thailändisch-schwedischer Eishockeyspieler und -trainer
- 24. Februar: Alexej Kowaljow, russischer Eishockeyspieler
- 24. Februar: Sonja Oberem, deutsche Triathletin und Langstreckenläuferin
- 25. Februar: Normann Stadler, deutscher Triathlet
- 25. Februar: Alena Subrylawa, weißrussische Biathletin ukrainischer Herkunft
- 26. Februar: Jenny Thompson, US-amerikanische Schwimmerin
- 27. Februar: Alexei Lesin, russischer Boxer
- 27. Februar: Trajče Nedev, mazedonischer Schachgroßmeister
- 28. Februar: Eric Lindros, kanadischer Eishockeyspieler

### März
- 01. März: Ryō Michigami, japanischer Automobilrennfahrer
- 01. März: Chris Webber, US-amerikanischer Basketballspieler
- 02. März: Max van Heeswijk, niederländischer Radrennfahrer
- 02. März: Dejan Bodiroga, serbischer Basketballspieler
- 03. März: Rustam Adschy, ukrainischer Ringer
- 05. März: Juan Esnáider, argentinischer Fußballspieler
- 05. März: Paulo Fonseca, portugiesischer Fußballspieler und -trainer
- 05. März: Davide Nicola, italienischer Fußballspieler und -trainer
- 05. März: Špela Pretnar, slowenische Skirennläuferin
- 06. März: Michael Finley, US-amerikanischer Basketballspieler
- 06. März: Arnar Gunnlaugsson, isländischer Fußballspieler und -trainer
- 09. März: Jakob Piil, dänischer Radrennfahrer
- 11. März: Thomas Christiansen, spanisch-dänischer Fußballspieler
- 11. März: Martin Hiden, österreichischer Fußballspieler
- 11. März: Vedin Musić, bosnisch-herzegowinischer Fußballspieler
- 13. März: Edgar Davids, niederländischer Fußballspieler
- 13. März: Allison Higson, kanadische Schwimmerin
- 14. März: Helmut Oblinger, österreichischer Wildwasserpaddler
- 15. März: Ljubow Galkina, russische Sportschützin und Olympiasiegerin
- 15. März: Heiko Kleibrink, deutscher Tanzsportler
- 19. März: Sergei Makarow, russischer Speerwerfer
- 19. März: Edith Rozsa, kanadische Skirennfahrerin
- 20. März: Javier Arnau, spanischer Hockeyspieler
- 21. März: Christian Nerlinger, deutscher Fußballspieler
- 23. März: Jerzy Dudek, polnischer Fußballspieler

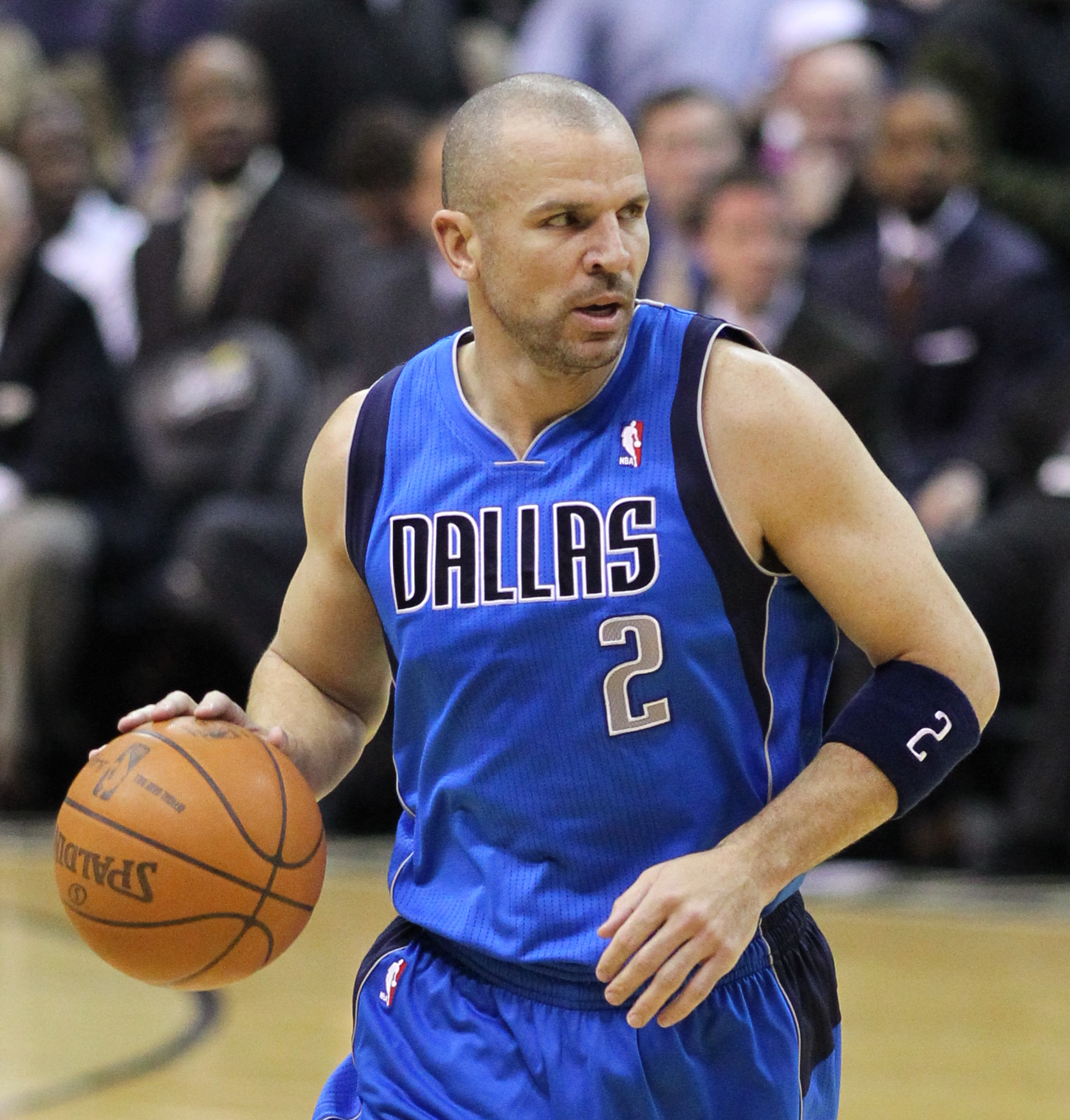
Jason Kidd

- 23. März: Jason Kidd, US-amerikanischer Basketballspieler
- 24. März: Steve Corica, australischer Fußballspieler
- 25. März: Michaela Dorfmeister, österreichische Skirennläuferin
- 26. März: Sébastien Charpentier, französischer Motorradrennfahrer
- 27. März: Rui Jorge, portugiesischer Fußballspieler
- 28. März: Björn Kuipers, niederländischer Fußballschiedsrichter
- 29. März: Johan Petersson, schwedischer Handballspieler
- 30. März: Jan Koller, tschechischer Fußballspieler
- 30. März: Michaela Schanze, deutsche Handballspielerin

### April
- 01. April: Anna Carin Olofsson, schwedische Biathletin
- 03. April: Dagur Sigurðsson, isländischer Handballspieler und -trainer
- 03. April: Igor Simutenkow, russischer Fußballspieler und -trainer
- 04. April: Samassi Abou, französisch-ivorischer Fußballspieler
- 04. April: Loris Capirossi, italienischer Motorradrennfahrer
- 07. April: Marco Delvecchio, italienischer Fußballspieler
- 07. April: Carole Montillet-Carles, französische Skirennläuferin
- 07. April: Sandra Minnert, deutsche Fußballspielerin
- 10. April: Roberto Carlos, brasilianischer Fußballspieler
- 10. April: Rico Glaubitz, deutscher Fußballspieler
- 11. April: Blake Brockermeyer, US-amerikanischer American-Football-Spieler
- 12. April: Joël Lautier, französischer Schachmeister
- 12. April: Christian Panucci, italienischer Fußballspieler
- 13. April: Kilian Albrecht, österreichischer alpiner Skirennläufer
- 13. April: Gustavo López, argentinischer Fußballspieler
- 14. April: Roberto Ayala, argentinischer Fußballspieler
- 14. April: Johannes van Overbeek, US-amerikanischer Automobilrennfahrer
- 14. April: Christian Ramota, deutscher Handballtorwart

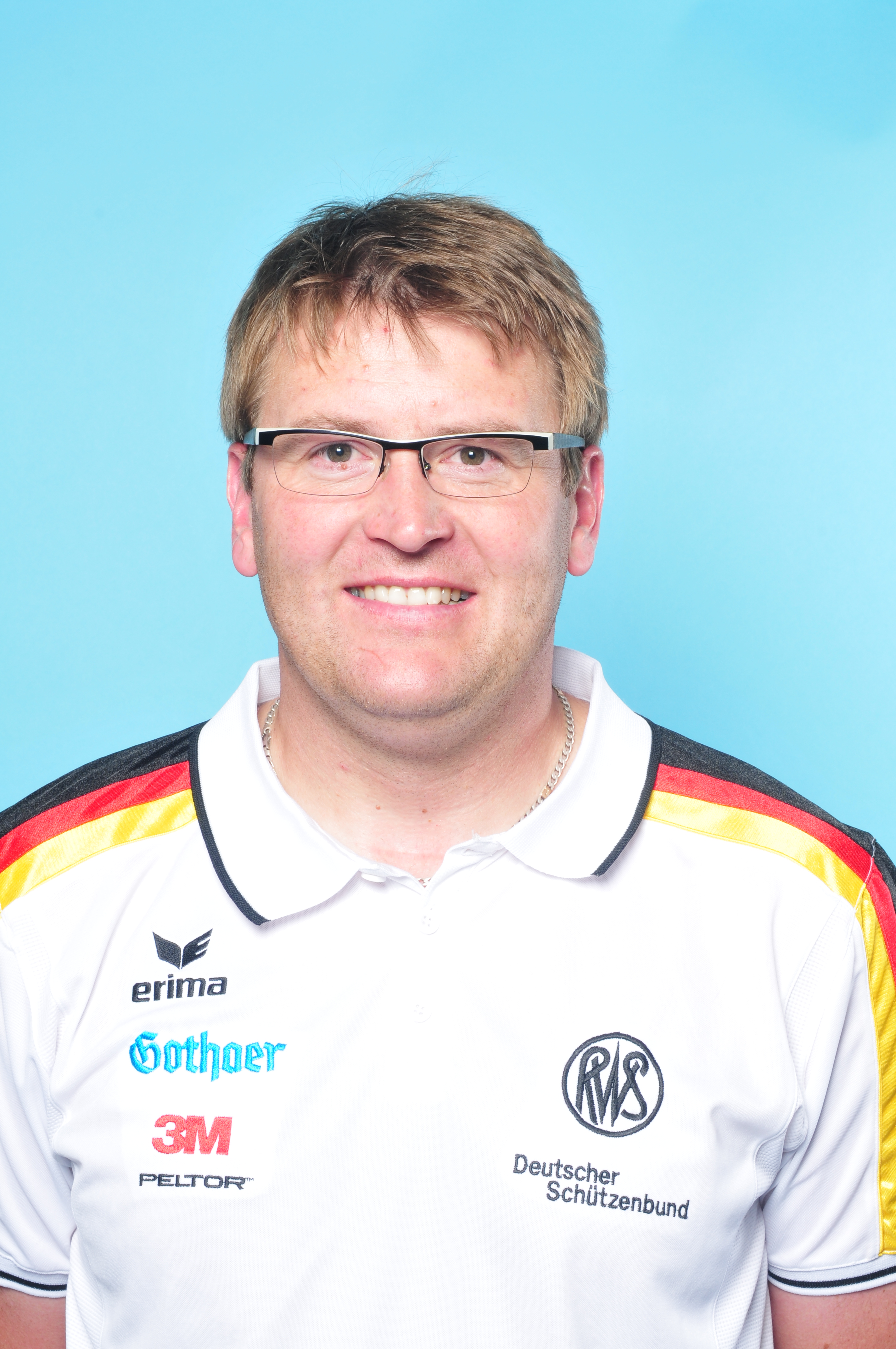
Karsten Bindrich

- 15. April: Karsten Bindrich, deutscher Sportschütze
- 15. April: Ralf Stärk, deutscher Eishockeyspieler
- 16. April: Oxana Jermakowa, russische Degenfechterin und Olympiasiegerin
- 17. April: Doug Ast, kanadischer Eishockeyspieler
- 18. April: Ady, tunesisch-brasilianischer Fußballspieler
- 18. April: Haile Gebrselassie, äthiopischer Mittel- und Langstreckenläufer
- 18. April: Natalja Gorelowa, russische Mittelstreckenläuferin
- 18. April: Luca Pirri, italienischer Automobilrennfahrer
- 19. April: Andrei Krõlov, estnischer Fußballspieler
- 20. April: Marc Seemann, deutscher Fußballschiedsrichter
- 23. April: Derek Armstrong, kanadischer Eishockeyspieler und -funktionär
- 24. April: Carlos Viver Arza, spanischer Handballspieler und -trainer
- 25. April: Barbara Rittner, deutsche Tennisspielerin
- 26. April: Stephanie Graf, österreichische Leichtathletin
- 28. April: Christiane Abenthung, österreichische Skirennläuferin
- 28. April: Pauleta, portugiesischer Fußballspieler
- 29. April: David Belle, französischer Traceur und Begründer der Sportart Parkour

### Mai

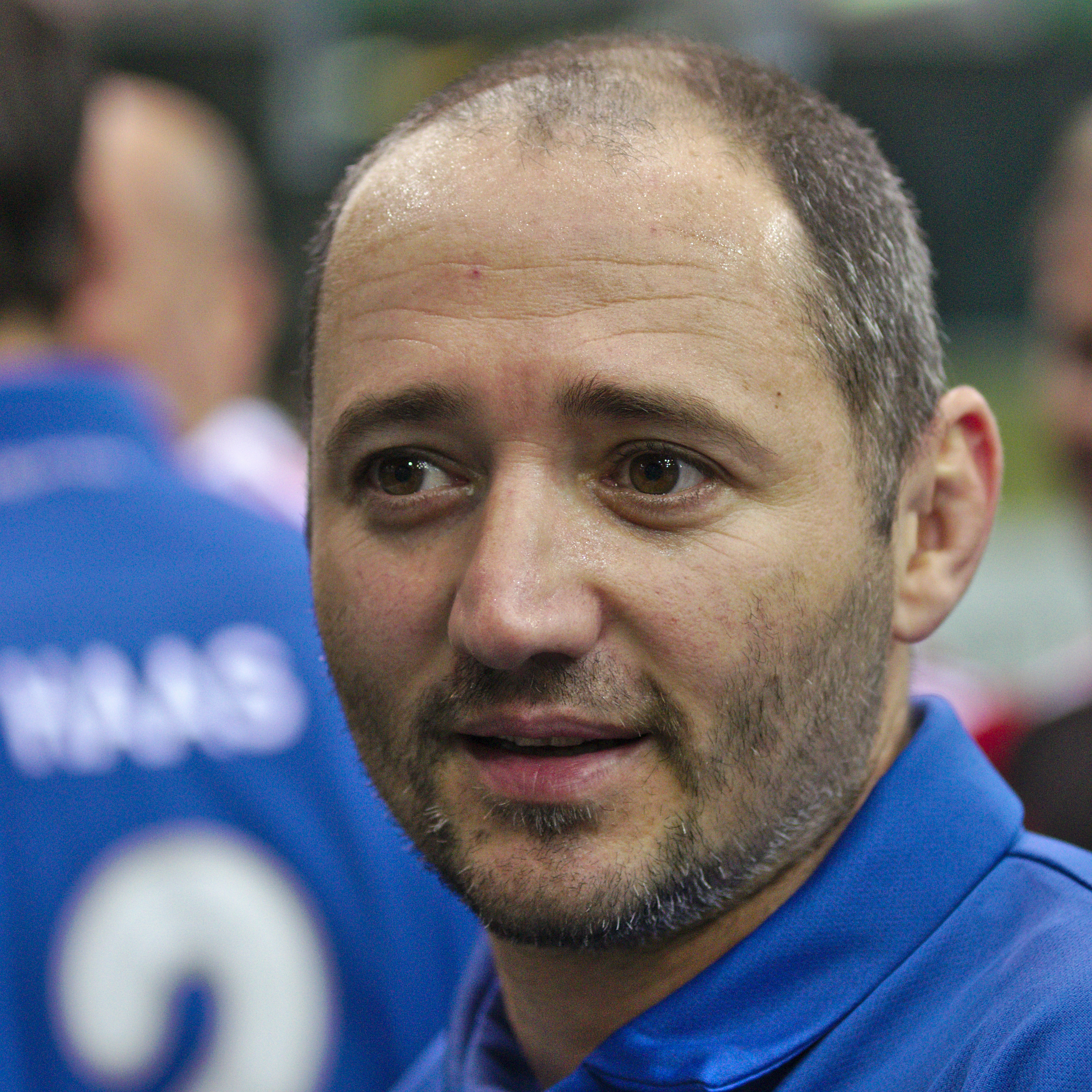
Oliver Neuville

- 01. Mai: Mike Jesse, deutscher Fußballspieler
- 01. Mai: Oliver Neuville, deutscher Fußballspieler
- 02. Mai: Leon Nzama-Nawezhi, sambischer Boxer
- 03. Mai: Gharib Amzine, marokkanischer Fußballspieler
- 03. Mai: Alexander Guljawzew, russischer Eishockeyspieler und -trainer
- 04. Mai: Malin Andersson, schwedische Fußballspielerin und -trainerin
- 04. Mai: Katrin Apel, deutsche Biathletin
- 05. Mai: Björn Glasner, deutscher Radrennfahrer
- 05. Mai: Volker Michel, deutscher Handballspieler

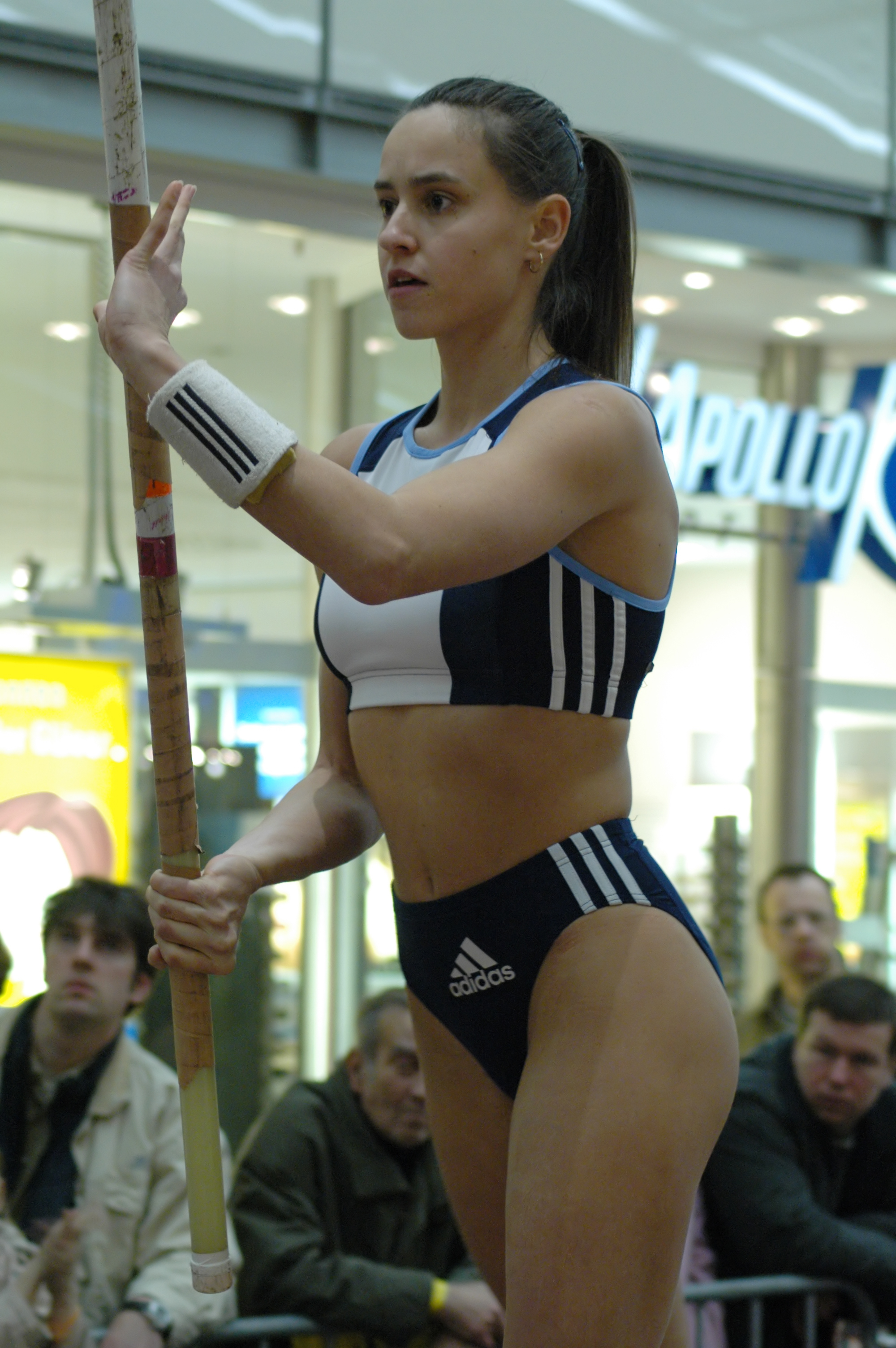
Zsuzsanna Szabó-Olgyai

- 06. Mai: Zsuzsanna Szabó-Olgyai, ungarische Stabhochspringerin
- 07. Mai: Tomas Antonelius, schwedischer Fußballspieler
- 07. Mai: Paolo Savoldelli, italienischer Radrennfahrer
- 08. Mai: Natalja Anissimowa, russische Sprinterin
- 08. Mai: José de Jesús Arellano Alcocer, mexikanischer Fußballspieler
- 10. Mai: Rüştü Reçber, türkischer Fußballspieler
- 11. Mai: Britta Becker, deutsche Hockeyspielerin
- 11. Mai: Claudia Neuhaus, deutsche Basketballspielerin
- 11. Mai: Sabine Völker, deutsche Eisschnellläuferin
- 14. Mai: Guendalina Buffon, italienische Volleyballspielerin
- 14. Mai: Jonny Kane, britischer Automobilrennfahrer
- 14. Mai: Adrienn Kocsis, ungarische Badmintonspielerin
- 18. Mai: Tōru Ukawa, japanischer Motorradrennfahrer
- 19. Mai: Dario Franchitti, britischer Automobilrennfahrer
- 20. Mai: Dion Åkerstrøm, dänischer Bahnradsportler und Trainer
- 20. Mai: Tatjana Lebedewa, russische Skirennläuferin
- 21. Mai: Simon Hiscocks, britischer Segler
- 22. Mai: Emilio Alzamora, spanischer Motorradrennfahrer
- 22. Mai: Steffen Højer, dänischer Fußballspieler
- 22. Mai: Daniele Amadeo „Danny“ Tiatto, australischer Fußballspieler
- 22. Mai: Witold Wawrzyczek, polnischer Fußballspieler
- 22. Mai: Joey Woody, US-amerikanischer Leichtathlet
- 24. Mai: Karim Alami, marokkanischer Tennisspieler
- 24. Mai: Bartolo Colón, dominikanischer Baseballspieler
- 24. Mai: Vladimír Šmicer, tschechischer Fußballspieler
- 25. Mai: As-Saadi al-Gaddafi, libyscher Fußballspieler, Fußballfunktionär und Filmproduzent
- 28. Mai: Paolo Amodio, luxemburgischer Fußballspieler und -trainer
- 29. Mai: Jason Dawe, kanadischer Eishockeyspieler und -trainer
- 29. Mai: Alpay Özalan, türkischer Fußballspieler

### Juni
- 04. Juni: André Korff, deutscher Radrennfahrer
- 05. Juni: Jelena Asarowa, russische Synchronschwimmerin und Olympiasiegerin
- 07. Juni: Petra Elsterová, tschechische Snowboarderin
- 10. Juni: Damian Kallabis, deutscher Leichtathlet
- 10. Juni: Beno Lapajne, slowenischer Handballspieler
- 11. Juni: José Manuel Abundis, mexikanischer Fußballspieler
- 11. Juni: Gilberto da Costa Arilson, brasilianischer Fußballspieler
- 12. Juni: Daron Rahlves, US-amerikanischer Skirennläufer
- 13. Juni: Saïd Ennjimi, französisch-marokkanischer Fußballschiedsrichter
- 14. Juni: Jan Filip, tschechischer Handballspieler
- 14. Juni: Sami Kapanen, finnischer Eishockeyspieler
- 15. Juni: Nicolas Dumont, französischer Radrennfahrer († 2025)
- 16. Juni: Sandra Pires, brasilianische Beachvolleyballspielerin

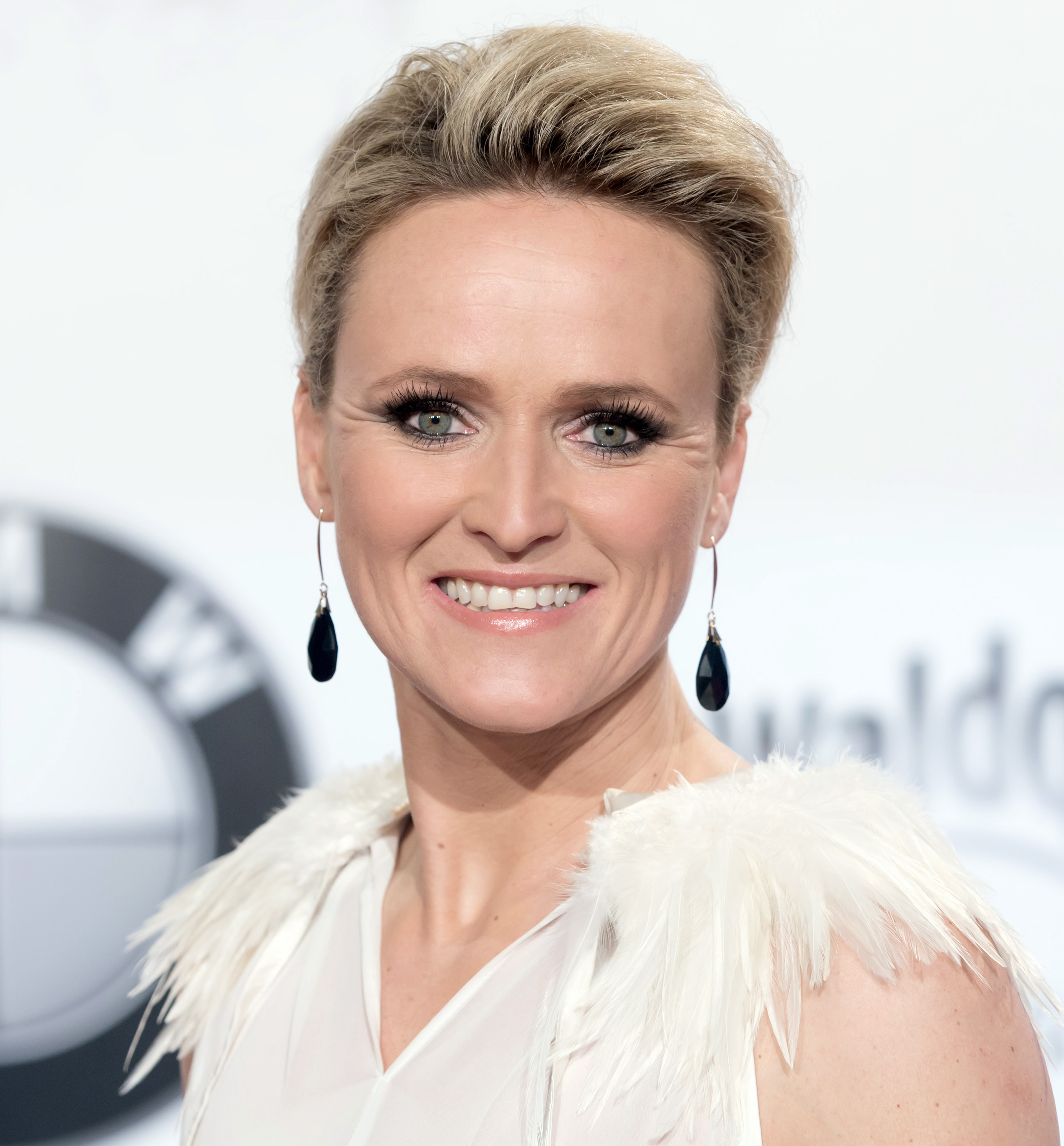
Alexandra Meissnitzer

- 18. Juni: Alexandra Meissnitzer, österreichische Skirennläuferin
- 21. Juni: Alyson Annan, australische Hockeyspielerin
- 21. Juni: Ilja Kaenzig, Schweizer Fußballfunktionär
- 22. Juni: Craig Alexander, australischer Triathlet
- 24. Juni: Jere Lehtinen, finnischer Eishockeyspieler
- 27. Juni: Simon David Archer, britischer Badmintonspieler
- 27. Juni: Frédéric Roux, französischer Fußballtorhüter
- 28. Juni: André Lange, deutscher Bobsportler
- 28. Juni: Adrián Annus, ungarischer Leichtathlet
- 28. Juni: Alberto Berasategui, spanischer Tennisspieler
- 29. Juni: George Hincapie, US-amerikanischer Radsportler
- 30. Juni: Frank Rost, deutscher Fußballspieler

### Juli
- 03. Juli: Ólafur Stefánsson, isländischer Handballspieler
- 04. Juli: Anschelika Krylowa, russische Eiskunstläuferin
- 04. Juli: Jan Magnussen, dänischer Automobilrennfahrer
- 04. Juli: Tony Popovic, australischer Fußballspieler

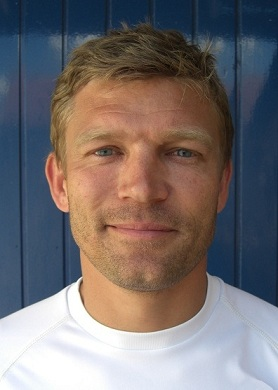
Marcus Allbäck

- 05. Juli: Marcus Allbäck, schwedischer Fußballspieler
- 05. Juli: Camilla Andersen, dänische Handballspielerin
- 05. Juli: Alexej Kostygow, russischer Handballspieler
- 07. Juli: Yann de Fabrique, französischer Schwimmer
- 07. Juli: Yoon Kyung-shin, koreanischer Handballspieler
- 11. Juli: Konstantinos Kenteris, griechischer Leichtathlet und Olympiasieger
- 11. Juli: Mohsen Torky, iranischer Fußballschiedsrichter
- 12. Juli: Christian Vieri, italienischer Fußballspieler
- 13. Juli: Danny Williams, britischer Boxer
- 14. Juli: Halil Mutlu, türkischer Gewichtheber und Olympiasieger
- 15. Juli: Swetlana Timoschinina, russische Wasserspringerin
- 16. Juli: Stefano Garzelli, italienischer Radsportler
- 18. Juli: René Rydlewicz, deutscher Fußballspieler
- 19. Juli: Aílton, brasilianischer Fußballspieler
- 19. Juli: Christian Berge, norwegischer Handballspieler und -trainer
- 19. Juli: Elke Schall, deutsche Tischtennisspielerin
- 20. Juli: Peter Forsberg, schwedischer Eishockeyspieler
- 20. Juli: Claudio Reyna, US-amerikanischer Fußballspieler
- 21. Juli: Nelson Abeijón, uruguayischer Fußballspieler
- 21. Juli: Berhane Adere, äthiopische Langstreckenläuferin
- 21. Juli: Roberto Bisconti, belgischer Fußballspieler
- 21. Juli: Mandy Wötzel, deutsche Eiskunstläuferin
- 23. Juli: Gunn Margit Andreassen, norwegische Biathletin
- 23. Juli: Nomar Garciaparra, US-amerikanischer Baseballspieler mexikanischer Herkunft
- 23. Juli: Enrico Ney, deutscher Handballtorwart
- 24. Juli: Johan Micoud, französischer Fußballspieler
- 25. Juli: Christian Hjermind, dänischer Handballspieler
- 25. Juli: Kenny Roberts jr., US-amerikanischer Motorradrennfahrer
- 25. Juli: Igli Tare, albanischer Fußballspieler
- 26. Juli: Christina Fellner, deutsche Eishockeyspielerin
- 27. Juli: Paul Amey, britischer Duathlet
- 27. Juli: Jesper Larsson, schwedischer Handballtorwart
- 29. Juli: Marijan Christow, bulgarischer Fußballspieler
- 30. Juli: Ümit Davala, türkischer Fußballspieler
- 30. Juli: Andrea Gaudenzi, italienischer Tennisspieler
- 30. Juli: Markus Näslund, schwedischer Eishockeyspieler
- 31. Juli: Jacob Aagaard, dänisch-schottischer Schachmeister und Schriftsteller

### August
- 01. August: Jirka Arndt, deutscher Leichtathlet († 2024)
- 01. August: Torsten Lieberknecht, deutscher Fußballtrainer
- 02. August: Éric Deflandre, belgischer Fußballspieler
- 03. August: Kurt Grote, US-amerikanischer Schwimmer
- 03. August: Kevin McGarrity, nordirischer Automobilrennfahrer

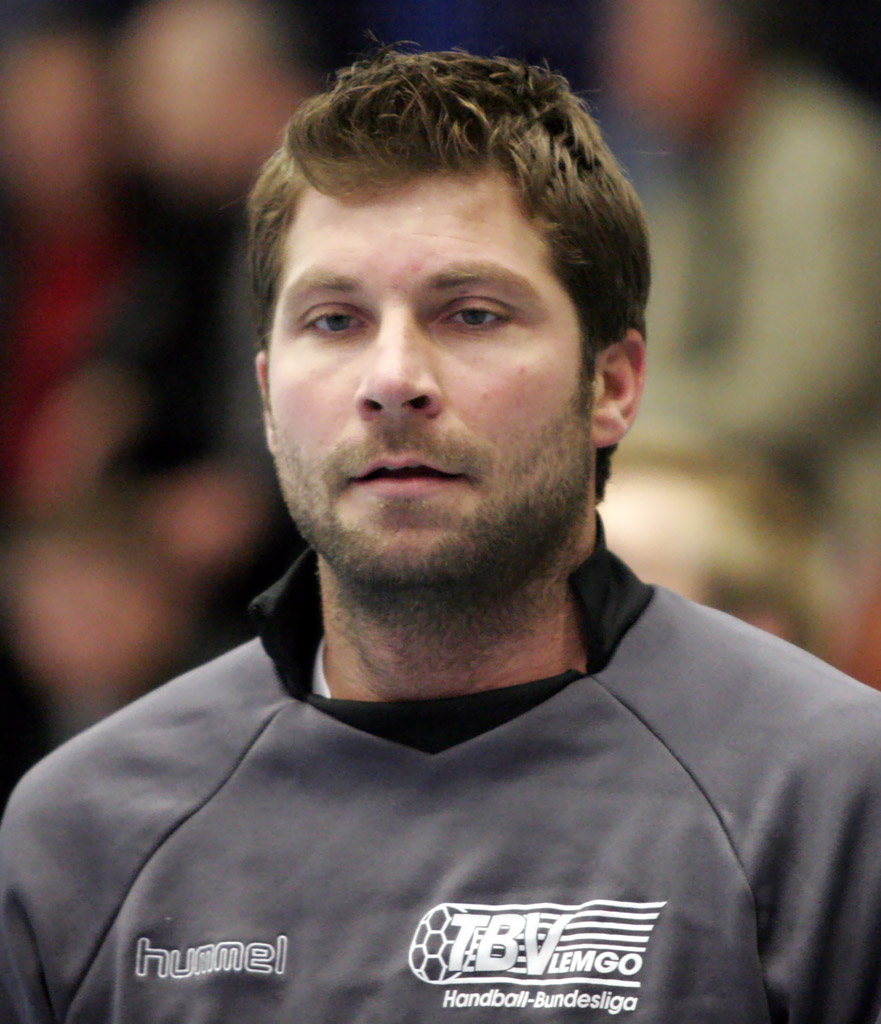
Daniel Stephan

- 03. August: Daniel Stephan, deutscher Handballspieler
- 03. August: Arūnas Vaškevičius, litauischer Handballspieler
- 04. August: Yoelbi Quesada, kubanischer Dreispringer
- 05. August: Maren Meinert, deutsche Fußballspielerin
- 05. August: Laurent Redon, französischer Automobilrennfahrer
- 06. August: Stuart O’Grady, australischer Radrennfahrer
- 07. August: Gabriele Ambrosetti, italienischer Fußballspieler
- 07. August: Kevin Muscat, australischer Fußballspieler
- 09. August: Filippo Inzaghi, italienischer Fußballspieler
- 10. August: Javier Zanetti, argentinischer Fußballspieler
- 11. August: Frédéric Adam, französischer Fußballspieler
- 11. August: Kristin Armstrong, US-amerikanische Radrennfahrerin und Triathletin
- 12. August: Mark Iuliano, italienischer Fußballspieler und -trainer
- 12. August: Mark Zabel, deutscher Kanute
- 12. August: Joseba Beloki, spanischer Radrennfahrer
- 14. August: Jared Borgetti, mexikanischer Fußballspieler
- 14. August: Tony Gustavsson, schwedischer Fußballspieler und -trainer
- 14. August: Jay-Jay Okocha, nigerianischer Fußballspieler
- 14. August: Boris Tortunow, russischer Eishockeytorwart
- 15. August: Nebojša Krupniković, serbischer Fußballspieler
- 15. August: Guntis Peders, lettischer Leichtathlet
- 16. August: Mirko Puglioli, italienischer Radrennfahrer
- 16. August: Ana Galindo Santolaria, spanische Skirennläuferin
- 17. August: Ian Hebert, kanadischer Eishockeyspieler
- 18. August: Wolodymyr Wirtschis, ukrainischer Boxer
- 19. August: Marco Materazzi, italienischer Fußballspieler
- 20. August: Alban Ali Bushi, albanischer Fußballspieler
- 21. August: Nikolai Walujew, russischer Boxer

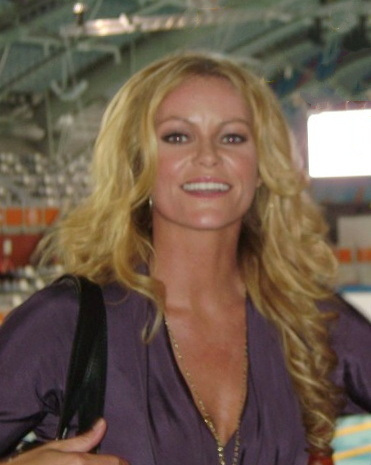
Inge de Bruijn

- 24. August: Inge de Bruijn, niederländische Schwimmerin
- 26. August: Natalja Barbaschina, russische Fußballspielerin
- 27. August: Dietmar Hamann, deutscher Fußballspieler
- 28. August: Eric Gull, argentinisch-schweizerischer Handballspieler
- 29. August: Olivier Jacque, französischer Motorradrennfahrer
- 29. August: Thomas Tuchel, deutscher Fußballspieler
- 30. August: Claudia Bokel, deutsche Degenfechterin
- 31. August: Régis Genaux, belgischer Fußballspieler († 2008)
- 31. August: Scott Niedermayer, kanadischer Eishockeyspieler und -trainer
- 31. August: Markus Schmidt, deutscher Fußballschiedsrichter

### September
- 01. September: Simon Shaw, englischer Rugbyspieler
- 02. September: Savo Milošević, serbischer Fußballspieler
- 03. September: Fred Rodriguez, US-amerikanischer Radrennfahrer
- 04. September: Lidia Șimon, rumänische Langstreckenläuferin
- 05. September: Heidi Tjugum, norwegische Handballspielerin
- 06. September: Carlo Cudicini, italienischer Fußballspieler
- 06. September: Sławomir Wojciechowski, polnischer Fußballspieler
- 07. September: Denis Kljujew, russischer Fußballspieler und -trainer
- 08. September: Lorraine Fenton, jamaikanische Sprinterin
- 09. September: Frode Andresen, norwegischer Biathlet
- 09. September: Aitor Osa, spanischer Radrennfahrer
- 10. September: Mark Huizinga, niederländischer Judoka
- 12. September: Darren Campbell, britischer Leichtathlet
- 12. September: Zhao Hongbo, chinesischer Eiskunstläufer
- 12. September: Martina Ertl, deutsche Skirennläuferin
- 13. September: Christine Arron, französische Leichtathletin
- 13. September: Fabio Cannavaro, italienischer Fußballspieler
- 13. September: Harald Cerny, deutscher Fußballspieler und -trainer
- 14. September: Dominique Arnold, US-amerikanischer Leichtathlet
- 14. September: Andreas Schmidt, deutscher Fußballspieler
- 14. September: Oliver Schmidt, deutscher Fußballspieler
- 15. September: Radek Blahut, tschechischer Radrennfahrer
- 15. September: Giandomenico Basso, italienischer Rallyefahrer
- 16. September: Alexander Winokurow, kasachischer Radrennfahrer
- 18. September: Dario Frigo, italienischer Radrennfahrer
- 19. September: José Azevedo, portugiesischer Radrennfahrer
- 20. September: Olaf Pollack, deutscher Radsportler
- 21. September: Manuel Gräfe, deutscher Fußballschiedsrichter
- 21. September: Günter Heberle, deutscher Fußballspieler und -trainer
- 21. September: Andrei Kiwiljow, kasachischer Radrennfahrer († 2003)
- 22. September: Julia Matijass, deutsche Judoka russischer Herkunft
- 23. September: Valentino Fois, italienischer Radrennfahrer († 2008)
- 23. September: René Lohse, deutscher Eiskunstläufer
- 25. September: Johnny Rodríguez, andorranischer Fußballspieler
- 26. September: Chris Small, schottischer Snookerspieler
- 27. September: Joseph Kneipp, australischer Squashspieler
- 27. September: Vratislav Lokvenc, tschechischer Fußballspieler

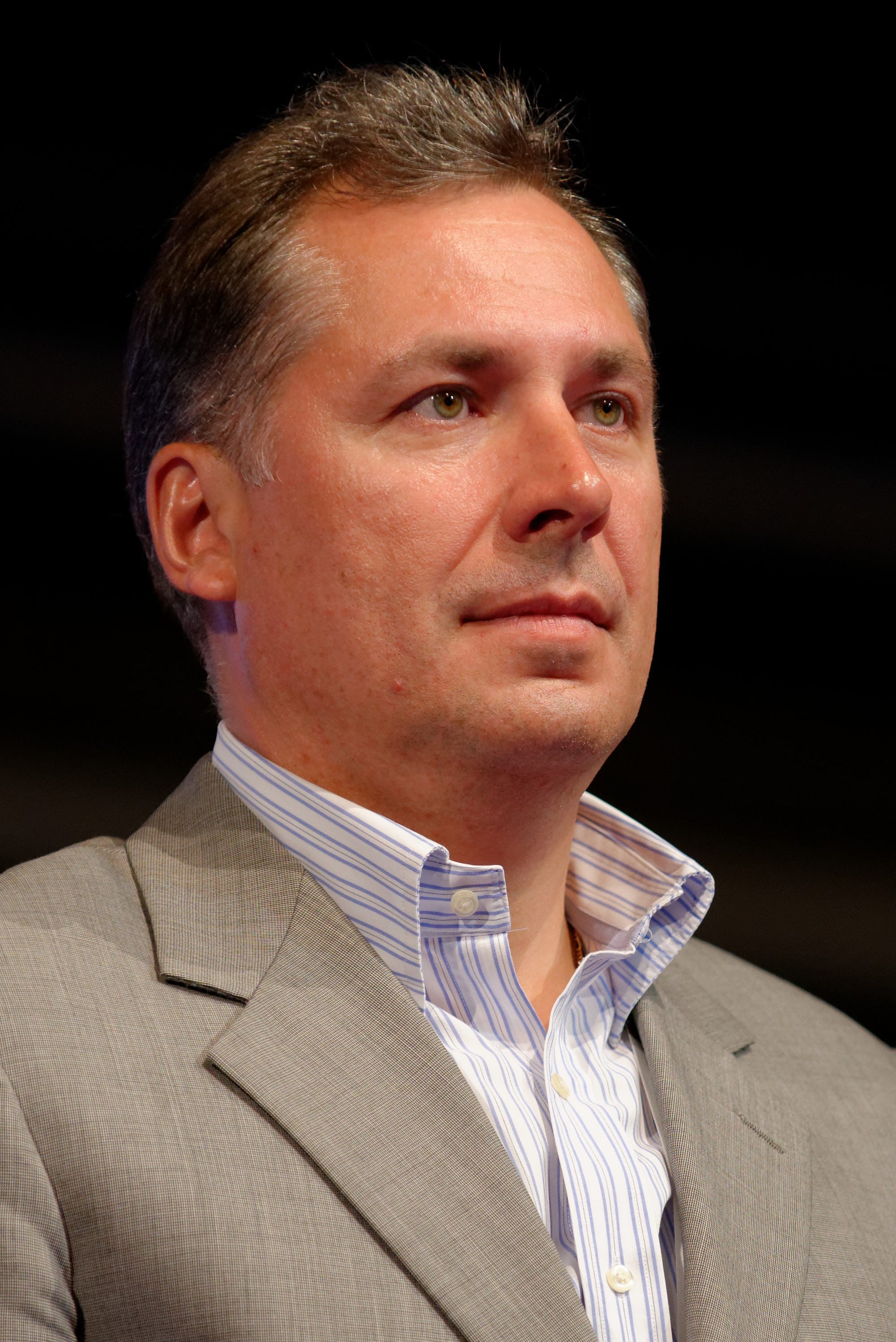
Stanislaw Posdnjakow

- 27. September: Stanislaw Posdnjakow, russischer Säbel-Fechter und Olympiasieger
- 29. September: Eddy Mazzoleni, italienischer Radrennfahrer
- 29. September: Chris Newton, britischer Radrennfahrer
- 29. September: Victo Wibowo, indonesischer Badmintonspieler

### Oktober
- 03. Oktober: Uğur Dağdelen, türkischer Fußballspieler († 2015)
- 03. Oktober: Antti Laaksonen, finnischer Eishockeyspieler
- 03. Oktober: Ricardo Mayorga, nicaraguanischer Boxer
- 03. Oktober: Bernard Schuiteman, niederländischer Fußballspieler
- 03. Oktober: Sean Tallaire, kanadischer Eishockeyspieler († 2024)
- 03. Oktober: Ljubomir Vranjes, schwedischer Handballspieler und -trainer
- 04. Oktober: Christopher J. Parks, US-amerikanischer Wrestler und American-Football-Spieler
- 05. Oktober: Daniel Eschbach, deutscher Fußballspieler
- 05. Oktober: Ákos Károlyi, ungarischer Badmintonspieler († 2013)
- 06. Oktober: Wilson Boit Kipketer, kenianischer Mittel- und Langstreckenläufer
- 07. Oktober: Sami Hyypiä, finnischer Fußballspieler
- 07. Oktober: Elie Chevieux, Schweizer Sportkletterer
- 08. Oktober: Arsen Awetissjan, armenischer Fußballspieler
- 08. Oktober: Torben Wosik, deutscher Tischtennisspieler
- 09. Oktober: Thomas Frank, dänischer Fußballspieler und -trainer
- 09. Oktober: Axel Lawarée, belgischer Fußballspieler
- 09. Oktober: Jewgeni Petschonkin, russischer Bobfahrer und Hürdenläufer
- 11. Oktober: Tomáš Konečný, tschechischer Radrennfahrer
- 11. Oktober: Steven Pressley, schottischer Fußballspieler und -trainer
- 12. Oktober: Martin Corry, englischer Rugbyspieler
- 13. Oktober: Guillaume Florent, französischer Segler
- 13. Oktober: Niki Marty, Schweizer Sportschütze
- 14. Oktober: Steven Bradbury, australischer Shorttrack-Sportler
- 14. Oktober: Erik Göthel, deutscher Handballspieler
- 14. Oktober: Fabián O’Neill, uruguayischer Fußballspieler († 2022)
- 15. Oktober: Alex Nyarko, ghanaischer Fußballspieler
- 18. Oktober: John Baldwin, US-amerikanischer Eiskunstläufer
- 18. Oktober: Michalis Kapsis, griechischer Fußballspieler
- 19. Oktober: Hicham Arazi, marokkanischer Tennisspieler
- 19. Oktober: Joaquin Gage, kanadischer Eishockeyspieler

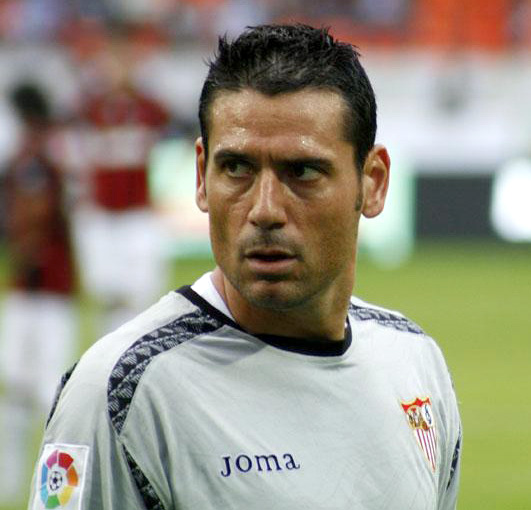
Andrés Palop

- 22. Oktober: Andrés Palop, spanischer Fußballspieler
- 22. Oktober: Ichirō Suzuki, japanischer Baseballspieler
- 23. Oktober: Christian Dailly, schottischer Fußballspieler
- 23. Oktober: Olessja Fedossejewa, russische Biathletin
- 23. Oktober: Cristina Paluselli, italienische Skilangläuferin
- 23. Oktober: Andrei Rasin, russischer Eishockeyspieler
- 23. Oktober: Natalja Sokolowa, russische Biathletin
- 24. Oktober: Levi Leipheimer, US-amerikanischer Radrennfahrer
- 28. Oktober: Montel Vontavious Porter, US-amerikanischer Wrestler
- 29. Oktober: Robert Pires, französischer Fußballspieler
- 30. Oktober: Richie Alagich, australischer Fußballspieler
- 30. Oktober: Adam Copeland, kanadischer Wrestler
- 30. Oktober: Johan Eriksson, schwedischer Schachspieler
- 30. Oktober: Ariel Panzer, argentinischer Handballspieler
- 000Oktober: Petra Fichtinger, österreichische Tischtennisspielerin

### November

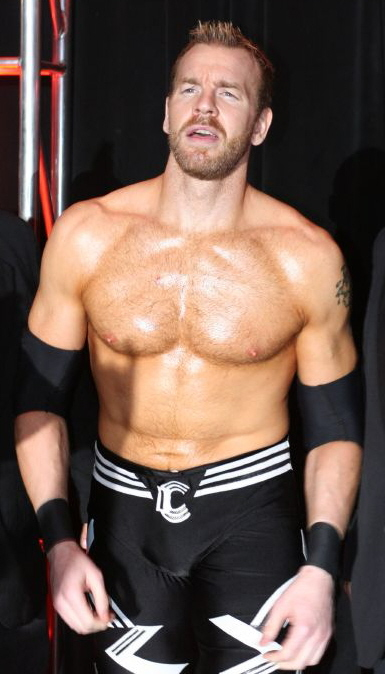
Jason Reso

- 01. November: Igor González de Galdeano, spanischer Radsportler
- 01. November: Dimo Wache, deutscher Fußballspieler
- 01. November: Li Xiaoshuang, chinesischer Turner und zweifacher Olympiasieger
- 02. November: Ljudmila Arlouskaja, weißrussische Biathletin
- 05. November: Alexej Jaschin, russischer Eishockeyspieler
- 07. November: Martín Palermo, argentinischer Fußballspieler
- 07. November: Martin Reichel, deutscher Eishockeyspieler
- 08. November: Adler Capelli, italienischer Bahnradsportler
- 09. November: Vladislav Tkachiev, französischer Schachspieler russischer Herkunft
- 09. November: Zisis Vryzas, griechischer Fußballspieler
- 10. November: Miroslav Baranek, tschechischer Fußballspieler
- 10. November: Patrik Berger, tschechischer Fußballspieler
- 10. November: Iain Brambell, kanadischer Ruderer
- 12. November: Egil Gjelland, norwegischer Biathlet
- 13. November: David Auradou, französischer Rugby-Union-Spieler
- 15. November: Muhammadqodir Abdullayev, usbekischer Boxer
- 15. November: Albert Portas, spanischer Tennisspieler
- 17. November: Bernd Schneider, deutscher Fußballspieler
- 17. November: Alexej Urmanow, russischer Eiskunstläufer und Olympiasieger
- 18. November: Sammi Adjei, ghanaischer Fußballspieler
- 18. November: Darko Kovačević, serbischer Fußballspieler
- 20. November: Neil Hodgson, britischer Motorradrennfahrer
- 20. November: Silke Lichtenhagen, deutsche Leichtathletin
- 25. November: Roman Arkajew, russischer Beachvolleyballspieler
- 25. November: Steven de Jongh, niederländischer Radrennfahrer
- 25. November: Robert Matiebel, deutscher Fußballspieler
- 26. November: Michel Frey, Schweizer Automobilrennfahrer und Unternehmer
- 27. November: Guido Winkmann, deutscher Fußballschiedsrichter
- 29. November: Dick van Burik, niederländischer Fußballspieler
- 29. November: Olivier Coqueux, französisch-kanadischer Eishockeyspieler
- 29. November: Ryan Giggs, walisischer Fußballspieler
- 29. November: Birgit Rockmeier, deutsche Leichtathletin
- 29. November: Gabi Rockmeier, deutsche Leichtathletin
- 30. November: Michaël Goossens, belgischer Fußballspieler
- 30. November: Janette Kliewe, deutsche Handballtrainerin und Handballspielerin
- 30. November: Jason Reso, kanadischer Wrestler

### Dezember

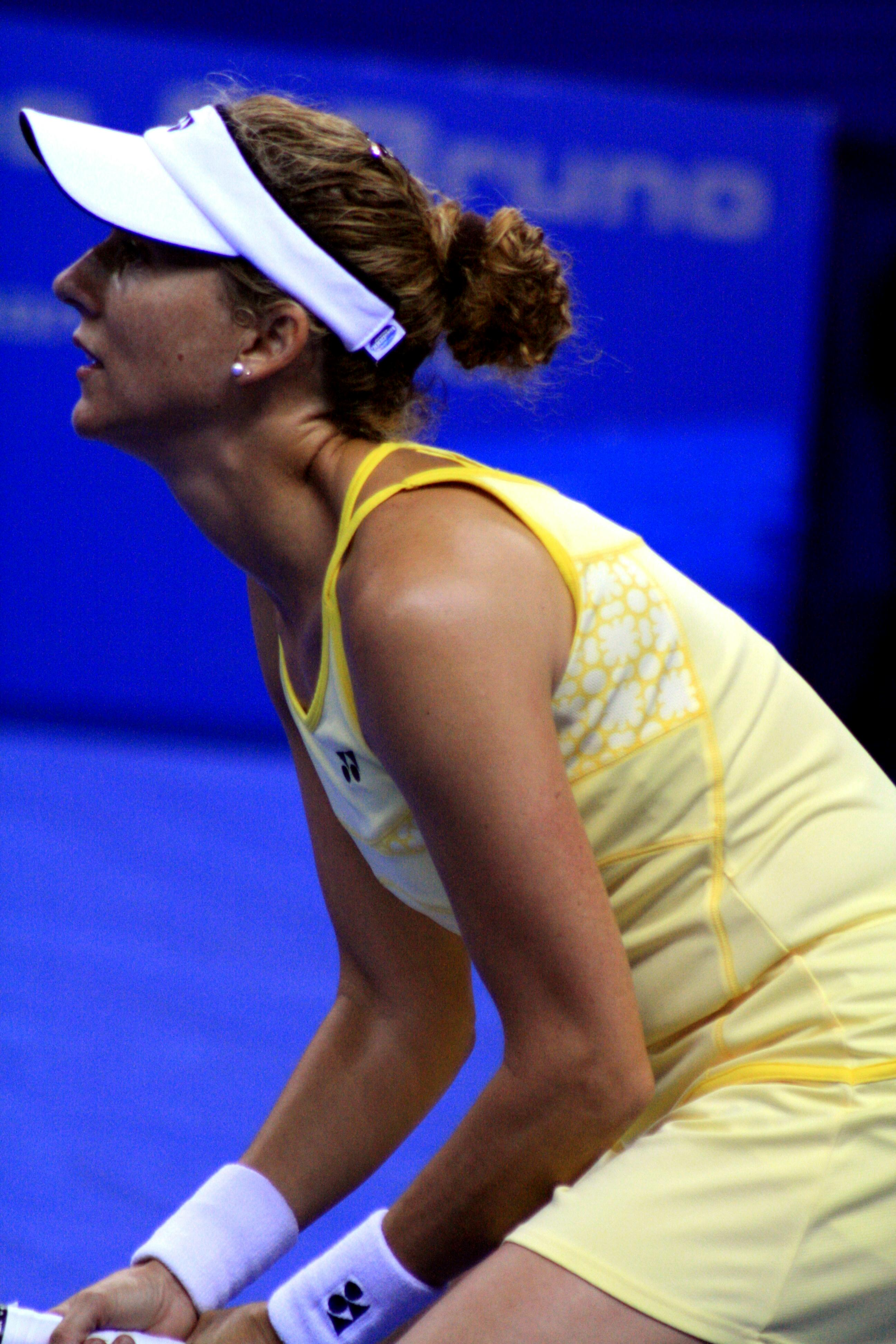
Monica Seles

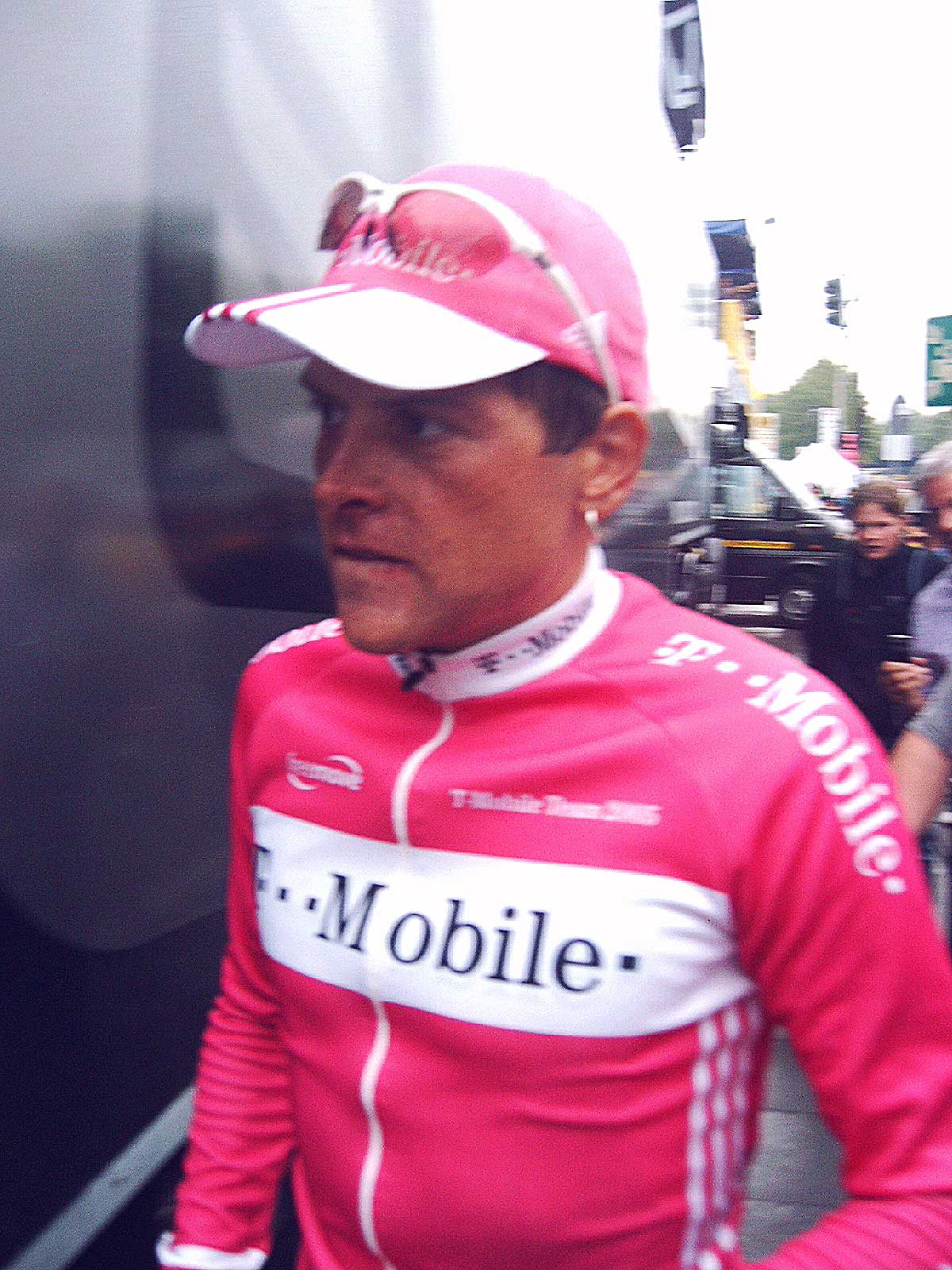
Jan Ullrich

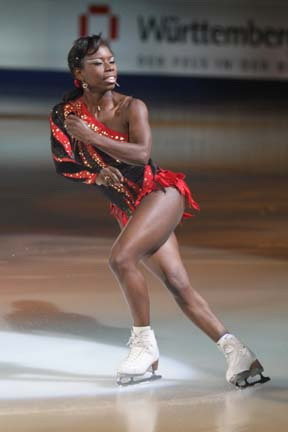
Surya Bonaly

- 01. Dezember: Richárd Bánhidi, ungarischer Badmintonspieler
- 01. Dezember: Andrea Bertolini, italienischer Automobilrennfahrer
- 02. Dezember: Monica Seles, jugoslawisch-US-amerikanisch-ungarische Tennisspielerin
- 02. Dezember: Jan Ullrich, deutscher Radrennfahrer
- 05. Dezember: Argo Arbeiter, estnischer Fußballspieler
- 07. Dezember: Fabien Pelous, französischer Rugby-Union-Spieler
- 09. Dezember: Sven Christ, Schweizer Fußballspieler
- 09. Dezember: Vénuste Niyongabo, Leichtathlet aus Burundi und Olympiasieger
- 12. Dezember: Babacar N’Diaye, senegalesischer Fußballspieler
- 13. Dezember: Emre Aşık, türkischer Fußballspieler und -trainer
- 14. Dezember: Boris Henry, deutscher Leichtathlet
- 15. Dezember: Surya Bonaly, französische Eiskunstläuferin
- 15. Dezember: Mirko Lüdemann, deutscher Eishockeyspieler
- 16. Dezember: Kristie Boogert, niederländische Tennisspielerin
- 17. Dezember: Regina Häusl, deutsche Skirennläuferin
- 17. Dezember: Sonya McGinn, irische Badmintonspielerin
- 17. Dezember: Paula Radcliffe, britische Marathonläuferin
- 17. Dezember: Hasan Vural, türkischer Fußballspieler
- 18. Dezember: Ilja Awerbuch, russischer Eistänzer
- 18. Dezember: Larissa Kurkina, russische Skilangläuferin und Olympiasiegerin 2006
- 18. Dezember: Antonio Rački, kroatischer Skilangläufer († 2024)
- 18. Dezember: Fatuma Roba, äthiopische Leichtathletin und Olympiasiegerin
- 20. Dezember: Antti Kasvio, finnischer Schwimmer
- 21. Dezember: Matías Almeyda, argentinischer Fußballspieler
- 21. Dezember: Igor Krawzow, russischer Ruderer und Olympiasieger
- 23. Dezember: Gala León García, spanische Tennisspielerin
- 24. Dezember: Hans Burkhard, liechtensteinischer Skirennläufer und Radrennfahrer
- 26. Dezember: Sam Dominique Abouo, ivorischer Fußballspieler
- 28. Dezember: Ids Postma, niederländischer Eisschnellläufer und Olympiasieger
- 29. Dezember: Christophe Rinero, französischer Radrennfahrer
- 30. Dezember: Ato Boldon, Leichtathlet aus Trinidad und Tobago

### Datum unbekannt
- Oliver Bratzke, deutscher Handballspieler und -trainer
- Sara Hugg, schwedische Skilangläuferin

## Gestorben

### Januar
- 02. Januar: Einar Snitt, schwedischer Fußballspieler (* 1905)
- 11. Januar: Imre Erdődy, ungarischer Turner (* 1889)
- 15. Januar: Werner Freyberg, deutsche Hockeyspieler (* 1902)
- 20. Januar: Egon Erickson, US-amerikanischer Hochspringer (* 1888)
- 21. Januar: William Langford, kanadischer Ruderer (* 1896)
- 23. Januar: Jean Chaland, französischer Eishockeyspieler (* 1881)
- 24. Januar: Willie Jahn, deutscher Mittelstreckenläufer (* 1889)
- 24. Januar: Ilmari Vesamaa, finnischer Langstrecken- und Hindernisläufer (* 1893)
- 25. Januar: Tauno Lappalainen, finnischer Skilangläufer (* 1898)
- 25. Januar: Charles Marshall, britischer Radrennfahrer (* 1901)

### Februar
- 03. Februar: Bobby Monnard, französischer Eishockeyspieler (* 1901)
- 12. Februar: Umberto Zanolini, italienischer Turner (* 1887)
- 13. Februar: Gerhard von Düsterlho, deutscher Ruderer (* 1910)
- 16. Februar: Antti Huusari, finnischer Leichtathlet (* 1898)
- 14. Februar: Evert Nilsson, schwedischer Leichtathlet (* 1894)
- 19. Februar: Léon Darrien, belgischer Turner (* 1887)
- 20. Februar: Alexander Sperling, deutscher Turner (* 1890)
- 27. Februar: André Poplimont, belgischer Eishockeyspieler und Fechter (* 1893)

### März
- 03. März: Jules Ladoumègue, französischer Leichtathlet (* 1906)
- 08. März: Jan Oosthoek, niederländischer Fußballspieler (* 1898)
- 08. März: Eugène Ryter, Schweizer Gewichtheber (* 1890)
- 09. März: Francis Nelson, US-amerikanischer Eishockeyspieler (* 1910)
- 11. März: Mary Langford, britische Schwimmerin (* 1894)
- 17. März: Charlie Delahey, kanadischer Eishockeyspieler (* 1905)
- 24. März: Gustaf Wersäll, schwedischer Moderner Fünfkämpfer (* 1887)
- 26. März: Wolfgang Dessecker, deutscher Leichtathlet (* 1911)
- 26. März: Hans Kahrmann, deutscher Motorradrennfahrer (* 1908)
- 29. März: Cyril Ellis, britischer Leichtathlet (* 1904)

### April
- 01. April: Walter Dray, US-amerikanischer Stabhochspringer (* 1886)
- 01. April: Dirk Scalongne, niederländischer Fechter (* 1879)
- 03. April: Marcel Meyer de Stadelhofen, Schweizer Sportschütze und Radsportfunktionär (* 1878)
- 09. April: Henrique da Silveira, portugiesischer Degenfechter (* 1901)
- 12. April: Alphonse Lacroix, US-amerikanischer Eishockeyspieler (* 1897)
- 14. April: Franz Ortner, österreichischer Eisschnellläufer (* 1905)
- 23. April: Allegro Grandi, italienisch-venezolanischer Radrennfahrer (* 1907)
- 28. April: Clas Thunberg, finnischer Eisschnellläufer (* 1893)

### Mai
- 02. Mai: Sándor Hautzinger, ungarischer Ruderer, Ringer und Bandyspieler (* 1885)
- 14. Mai: Hans Haas, österreichischer Gewichtheber (* 1906)
- 19. Mai: Anton Zwerina, österreichischer Gewichtheber (* 1900)
- 20. Mai: Renzo Pasolini, italienischer Motorradrennfahrer (* 1938)
- 20. Mai: Jarno Saarinen, finnischer Motorradrennfahrer (* 1945)
- 23. Mai: Alois Podhajsky, österreichischer Reiter (* 1898)
- 26. Mai: Fritz Kuchen, Schweizer Sportschütze (* 1877)
- 27. Mai: Eero Hyvärinen, finnischer Turner (* 1890)
- 28. Mai: Friedrich Meuring, niederländischer Schwimmer (* 1882)
- 30. Mai: Jørgen Andersen, norwegischer Turner (* 1886)
- 31. Mai: Anton Collin, finnischer Skilangläufer und Radrennfahrer (* 1891)
- 31. Mai: Paolo Thaon di Revel, italienischer Säbelfechter (* 1888)

### Juni
- 03. Juni: Jean Batmale, französischer Fußballspieler und -trainer (* 1895)
- 05. Juni: Philippe Lefebure, französischer Eishockeytorhüter (* 1908)
- 06. Juni: Åke Borg, schwedischer Schwimmer (* 1901)
- 06. Juni: Mikko Hyvärinen, finnischer Turner (* 1889)
- 06. Juni: Henri De Pauw, belgischer Wasserballspieler (* 1911)
- 06. Juni: Josip Škrabl, jugoslawischer Radrennfahrer (* 1903)
- 13. Juni: Trofim Lomakin, sowjetisch-russischer Gewichtheber (* 1924)
- 17. Juni: Nils Sandström, schwedischer Sprinter (* 1893)
- 23. Juni: Hans Reese, deutscher Fußballspieler (* 1891)

### Juli
- 03. Juli: Hans Lubinus, deutscher Regattasegler (* 1893)
- 08. Juli: Harry Edward, britischer Leichtathlet (* 1898)
- 09. Juli: Mário de Noronha, portugiesischer Degenfechter (* 1885)
- 09. Juli: Gerard de Vries Lentsch, niederländischer Segler (* 1883)
- 11. Juli: George Giles, neuseeländischer Radrennfahrer (* 1913)
- 11. Juli: Karl Vernon, britischer Ruderer und Rudertrainer (* 1880)
- 16. Juli: Feg Murray, US-amerikanischer Leichtathlet (* 1894)
- 18. Juli: Richard Remer, US-amerikanischer Leichtathlet (* 1883)
- 21. Juli: Denis Black, britischer Leichtathlet (* 1897)
- 23. Juli: Edward Vernon Rickenbacker, US-amerikanischer Automobilrennfahrer, Unternehmer und Jagdflieger im Ersten Weltkrieg (* 1890)
- 23. Juli: Thomas Stryken, norwegischer Radrennfahrer (* 1894)
- 25. Juli: Georgios Skouzes, griechischer Tennisspieler (* 1891)
- 26. Juli: John Stol, niederländischer Radrennfahrer und Radsportfunktionär (* 1885)
- 29. Juli: Cecil Griffiths, britischer Leichtathlet (* 1901)
- 000Juli: Josef Walter, Schweizer Kunstturner (* 1901)

### August
- 02. August: Jón Jónsson, isländischer Schwimmer und Wasserballspieler (* 1908)
- 08. August: Charles Daniels, US-amerikanischer Schwimmer (* 1885)
- 08. August: Gösta Jönsson-Frändfors, schwedischer Ringer (* 1915)
- 08. August: Henrik Nielsen, norwegischer Turner (* 1896)
- 14. August: Germaine Golding, französische Tennisspielerin (* 1887)
- 16. August: Erich Recknagel, deutscher Skisportler (* 1904)
- 17. August: Fred Offenhauser, US-amerikanischer Automobilingenieur und Mechaniker (* 1888)
- 18. August: Axel Janse, schwedischer Turner (* 1888)
- 19. August: Heikki Hirvonen, finnischer Skisportler (* 1895)
- 29. August: Romeo Bertini, italienischer Leichtathlet (* 1893)
- 29. August: Joseph Erxleben, US-amerikanischer Langstreckenläufer (* 1889)

### September
- 02. September: Nils Andersson, schwedischer Schwimmer (* 1889)
- 04. September: Henri Jeannin, französisch-deutscher Automobilrennfahrer und Unternehmer (* 1872)
- 05. September: Valle Rautio, finnischer Leichtathlet (* 1921)
- 07. September: Franz Beckert, deutscher Turner (* 1907)
- 09. September: Edgard Leite, brasilianischer Wasserballspieler (* 1889)
- 10. September: Stanislao Di Chiara, italienischer Turner (* 1891)
- 12. September: Arthur Qvist, norwegischer Reiter (* 1896)
- 12. September: Armas Toivonen, finnischer Leichtathlet (* 1899)
- 13. September: Joseph Lekens, belgischer Eishockeyspieler (* 1911)
- 14. September: Edil Rosenqvist, schwedischer Ringer (* 1892)
- 14. September: Vladimír Syrovátka, tschechoslowakischer Kanute und Kanusporttrainer (* 1908)
- 14. September: Ludwik Turowski, polnischer Radrennfahrer (* 1901)
- 20. September: Erling Jensen, norwegischer Turner (* 1891)
- 20. September: Eddie Murphy, US-amerikanischer Eisschnellläufer (* 1905)
- 24. September: Werner Pfirter, Schweizer Motorradrennfahrer (* 1946)
- 26. September: Melville Rogers, kanadischer Eiskunstläufer und Sportfunktionär (* 1899)
- 25. September: James Brooker, US-amerikanischer Leichtathlet (* 1902)
- 25. September: Jovan Ružić, serbischer und jugoslawischer Fußballspieler, Schiedsrichter und Sportfunktionär (* 1898)
- 29. September: John David Smith, kanadischer Ruderer (* 1899)
- 000September: Phillip Carmichael, australischer Rugbyspieler (* 1884)

### Oktober
- 01. Oktober: Carlos Schneeberger, chilenischer Fußballspieler (* 1902)
- 01. Oktober: Alvar Thiel, schwedischer Segler (* 1893)
- 02. Oktober: Paavo Nurmi, finnischer Leichtathlet (* 1897)
- 03. Oktober: Renato Anselmi, italienischer Fechter (* 1891)
- 03. Oktober: Carl Wilhelm Petersén, schwedischer Curlingspieler (* 1884)
- 06. Oktober: François Cevert, französischer Automobilrennfahrer (* 1944)
- 06. Oktober: Poul Preben Jørgensen, dänischer Turner (* 1892)
- 07. Oktober: Oto Jurģis, lettischer Leichtathlet (* 1904)
- 09. Oktober: Richard Åbrink, schwedischer Speerwerfer (* 1889)
- 15. Oktober: Fritz Schäfer, deutscher Ringer (* 1912)
- 16. Oktober: Pietro Freschi, italienischer Ruderer (* 1906)
- 16. Oktober: Emil Voigt, britischer Leichtathlet (* 1883)
- 20. Oktober: Auguste Garrebeek, belgischer Radrennfahrer (* 1912)
- 20. Oktober: Emil Seifert, tschechoslowakischer Fußballspieler und -trainer (* 1900)
- 21. Oktober: Conrad Carlsrud, norwegischer Turner und Speerwerfer (* 1884)
- 21. Oktober: Oliver MacDonald, US-amerikanischer Leichtathlet (* 1904)
- 21. Oktober: Henry Stallard, britischer Leichtathlet (* 1901)
- 23. Oktober: Ralph Mulford, US-amerikanischer Automobilrennfahrer und Unternehmer (* 1884)
- 25. Oktober: Kadri Göktulga, türkischer Fußballspieler und -funktionär (* 1904)
- 29. Oktober: Heiko Schwartz, deutscher Wasserballspieler und Schwimmer (* 1911)

### November
- 03. November: Guglielmo Del Bimbo, italienischer Ruderer (* 1903)
- 03. November: Harry Grumpelt, US-amerikanischer Hochspringer (* 1885)
- 06. November: Karl Borner, Schweizer Leichtathlet (* 1898)
- 09. November: Erik de Laval, schwedischer Moderner Fünfkämpfer (* 1891)
- 10. November: Francesco Mattea, italienischer Fußballschiedsrichter (* 1895)
- 14. November: František Franěk, tschechoslowakischer Wasserballspieler und -schiedsrichter (* 1901)
- 14. November: Ferenc Szedlacsek, tschechoslowakischer Fußballspieler und -trainer ungarischer Abstammung (* 1898)
- 16. November: Lorenzo Fernández, uruguayischer Fußballspieler und -trainer (* 1900)
- 16. November: Alfredo Ghierra, uruguayischer Fußballspieler (* 1891)
- 20. November: Yrjö Ekqvist, finnischer Leichtathlet (* 1898)
- 24. November: Antonín Perner, tschechoslowakischer Fußballspieler (* 1899)
- 26. November: Alfred Ollerup Jørgensen, dänischer Turner (* 1890)
- 30. November: André Sicard, französischer Leichtathlet (* 1915)

### Dezember
- 02. Dezember: Watson Washburn, US-amerikanischer Tennisspieler (* 1894)
- 04. Dezember: Lauri Lehtinen, finnischer Leichtathlet (* 1908)
- 07. Dezember: Eino Soinio, finnischer Fußballspieler (* 1894)
- 09. Dezember: Ernest Page, britischer Leichtathlet (* 1910)
- 09. Dezember: Urbain Wallet, französischer Fußballspieler und -funktionär (* 1899)
- 10. Dezember: Luigia Bonfanti, italienische Leichtathletin (* 1907)
- 17. Dezember: Josef Klein, deutscher Motorradrennfahrer (* 1904)
- 21. Dezember: Hans Berger, deutscher Boxer (* 1906)
- 24. Dezember: Erling Lindboe, norwegischer Eisschnellläufer und Sportfunktionär (* 1910)
- 31. Dezember: Mario Boero, italienischer Wasserballspieler (* 1893)
- 31. Dezember: Brynolf Larsson, schwedischer Langstreckenläufer (* 1885)

### Genaues Datum unbekannt
- Guy Holdaway, britischer Hindernisläufer (* 1886)
- Nicolae Mișu, rumänischer Tennisspieler (* 1893)
- James Wilson, britischer Leichtathlet (* 1891)